# Porzellangeld
Als Porzellangeld bezeichnet man Münzen aus Porzellan. Porzellangeld wurde in verschiedenen keramischen Fabriken von Deutschland, Belgien, England, Siam, Österreich und Japan hergestellt. Einen hohen Bekanntheitsgrad erreichten besonders die Notgeld- und Spendenmünzen, welche in großer Stückzahl in der Porzellanmanufaktur Meißen für Städte und Gemeinden geprägt wurden.

## Porzellangeld aus der Porzellanmanufaktur Meißen
Von 1920 bis 1921 wurde in der Staatlichen Porzellanmanufaktur in Meißen aus Böttgersteinzeug und Biskuitporzellan Porzellangeld für viele Städte und Gemeinden in Deutschland hergestellt. Friedrich Wilhelm Hörnlein, Münzgraveur und Medailleur an der sächsischen Staatsmünze in Muldenhütten schnitt die Stahlstempel nach Entwürfen, die überwiegend Emil Paul Börner, Bildhauer und Maler aus Meißen lieferte.

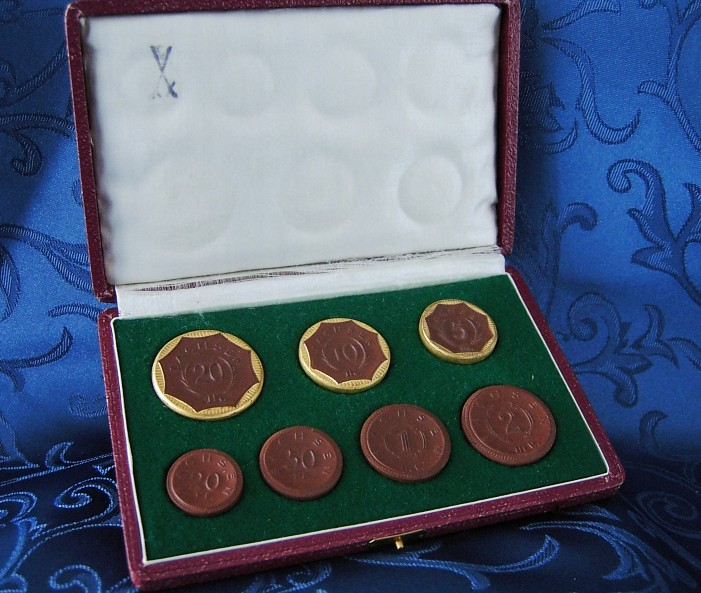
Münzsatz in einer privat hergestellten Schachtel

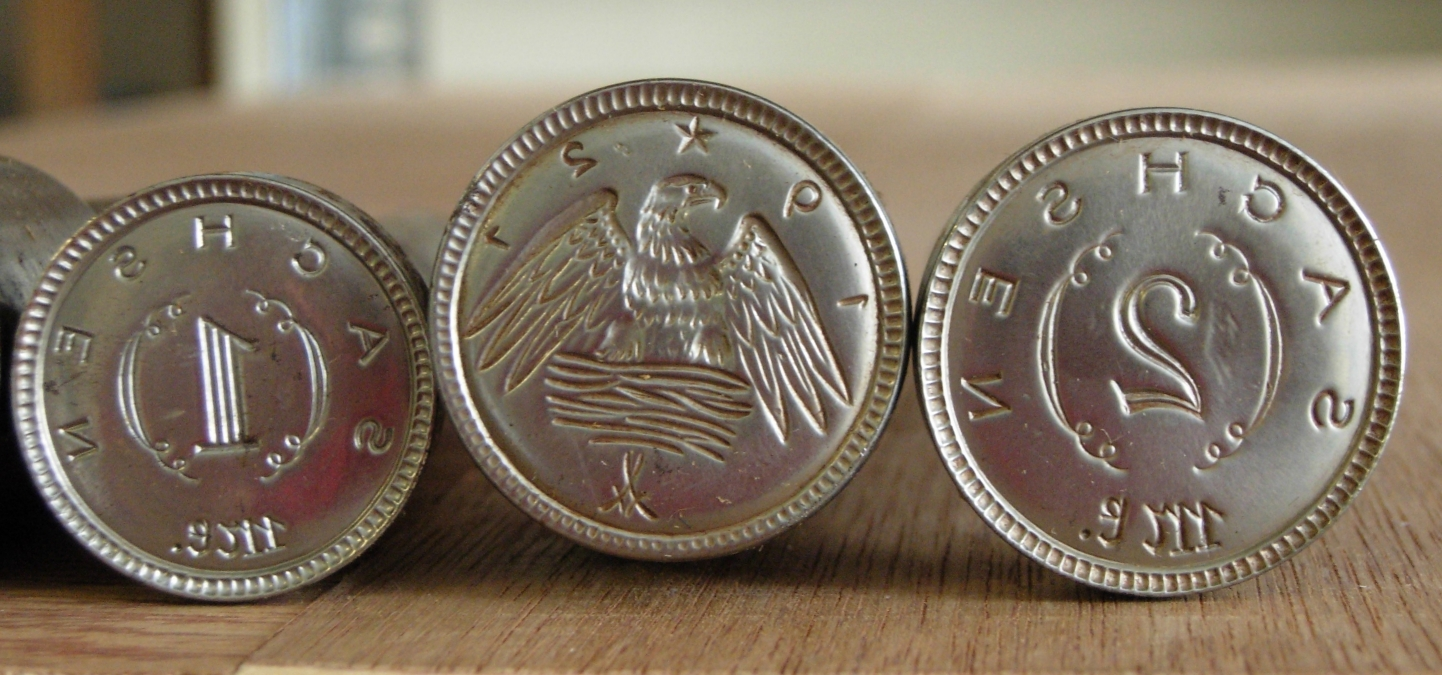
Stahlstempel für das 2-Mark-Stück

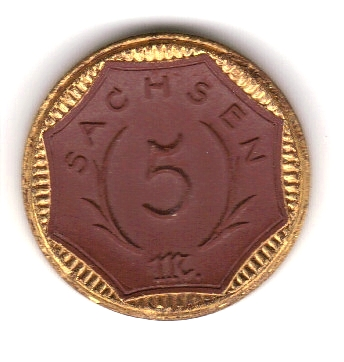
5 Mark von 1921 Wertseite

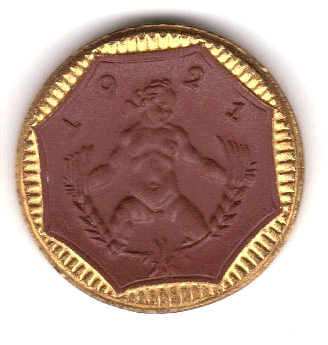
5 Mark von 1921 Bildseite

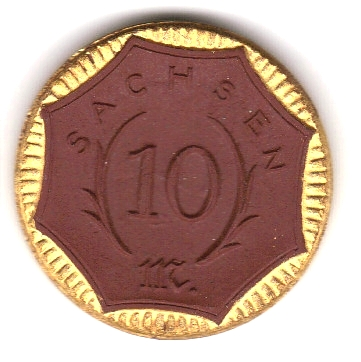
10 Mark von 1921 Wertseite

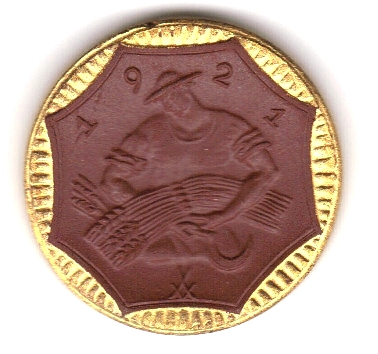
10 Mark von 1921 Bildseite

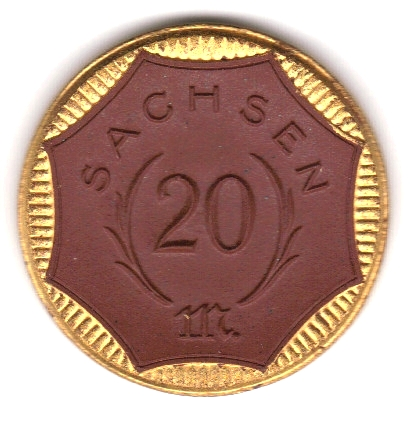
20 Mark von 1921 Wertseite

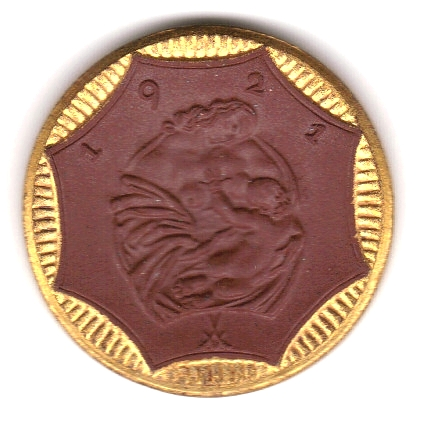
20 Mark von 1921 Bildseite

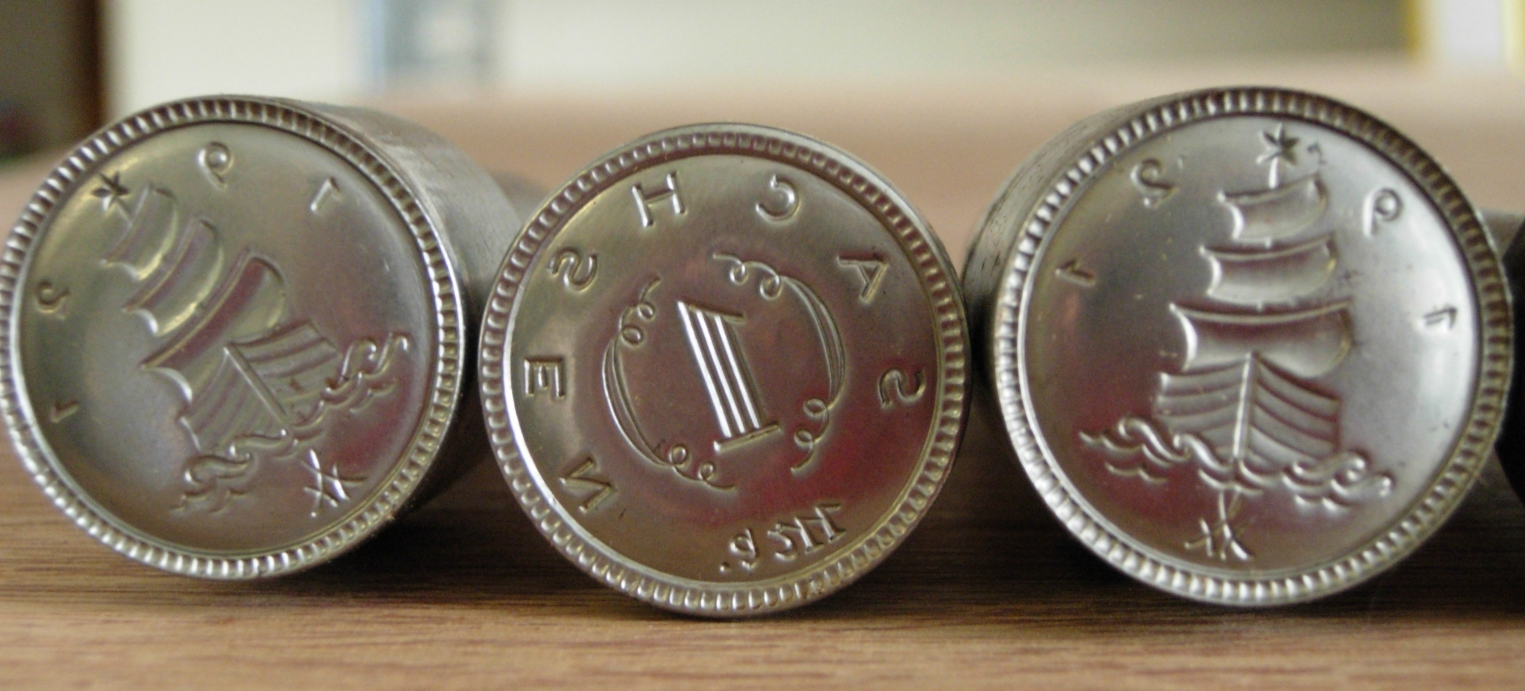
Stahlstempel für das 1-Mark-Stück

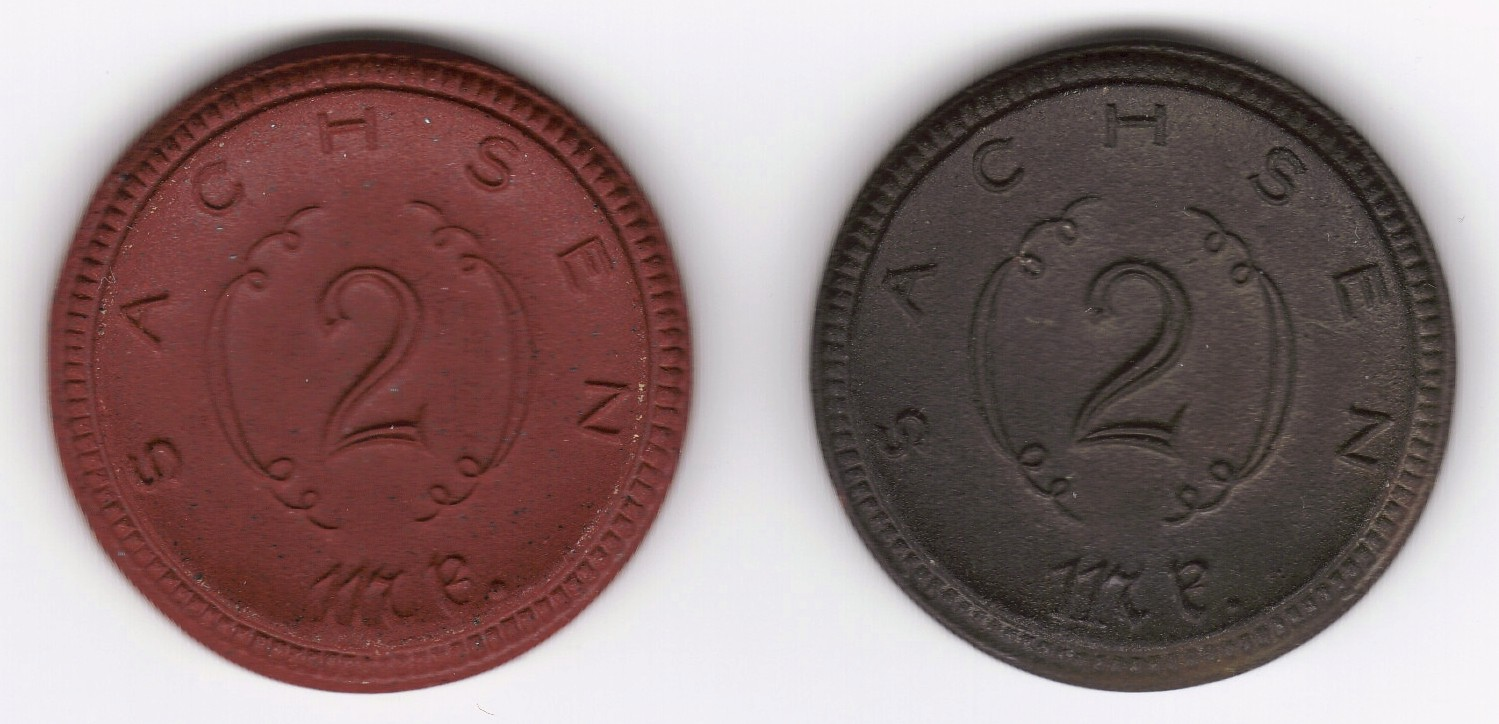
Helle und dunkle Stücke

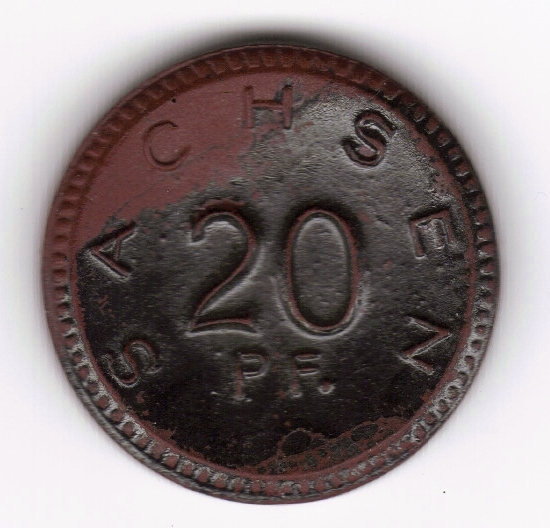
Es gab keine Münzen mit Glasur. Diese wurde manipuliert.

Von einigen Städten und Gemeinden gibt es auch Stücke mit der Jahreszahl 1922. Meist handelt es sich dabei um Sammlerstücke, die man noch vor dem Notgeldverbot vom 17. Juli 1922 (RGBl. I, 693) herstellte und ausgelieferte. Nicht zu verwechseln ist das Porzellangeld mit Medaillen, Spendenmedaillen oder Firmenmünzen aus Porzellan, die zwar eine Wertangabe besitzen, aber trotzdem keine staatliche Währungsfunktion hatten. Firmenmünzen halfen in den Firmen, den internen Zahlungsverkehr zum Beispiel in den Kantinen für alltägliche Dinge aufrechtzuerhalten. Zudem hat man sie auch für Werbezwecke eingesetzt. Es gibt weiterhin noch Münzen und Jetons aus Keramik, welche nicht in der Manufaktur Meißen, sondern in anderen Firmen hergestellt worden sind.

### Geschichte
Das ursprüngliche Porzellan hatte eher eine rotbraune Farbe und war durchaus mit dem damals verbreiteten Ost-Indianischen Porzellan vergleichbar. Schon im Frühjahr 1710 konnten nach erfolgreichen Brennversuchen die ersten Gefäße auf der Leipziger Ostermesse präsentiert werden. Anfänglich unter der Leitung von Johann Friedrich Böttger, hatte man die Mischung der Massenkomponenten sowie die Steuerung von Brenndauer und Brenntemperatur in aufwendigen Versuchsreihen soweit perfektioniert, dass man am 30. April 1919 die Marke „Böttgersteinzeug“ beim Reichspatentamt anmelden konnte. Dank des damaligen Direktors der Manufaktur Max Adolf Pfeiffer gelang der einst vom weißen Porzellan verdrängten „roten Masse“ das Remake. Max Adolf Pfeiffer hatte noch andere Ideen, so hatte er mit Bedacht eine ganz andere Produktgruppe dazu auserkoren, im matten Glanz des wiedergewonnenen Werkstoffs zu erstrahlen. Als echte Währung geltende Münzen wurden ab 1919 in der Manufaktur Meißen entworfen, geprägt und in separaten Brennöfen gebrannt. Die Knappheit von Metallgeld um 1920 in Deutschland kam der Idee zusätzlich zur Hilfe. Als damals das Finanzministerium im Deutschen Reich noch in Erwägung zog, keramisches Notgeld herauszugeben, entbrannte eine heftige Diskussion über die Vor- und Nachteile des roten Feinsteinzeugs. Es blieb allerdings bei einigen Entwürfen und Probeprägungen, welche der Reichsminister der Finanzen im Februar 1920 endgültig ablehnte. Zur Einführung als Reichsgeld kam es nicht.
| Vorderseite | Rückseite |
| ----------- | --------- |
| 20 Pfennig  |           |
|             |           |
| 50 Pfennig  |           |
|             |           |
| 1 Mark      |           |
|             |           |
| 2 Mark      |           |
|             |           |

### Notgeldmünzen für Sachsen
Nachdem die Meißener Manufaktur ebenfalls im Jahre 1920 erste Probestücke eines so genannten Sachsengeldes vorlegte, entschloss sich zu Beginn des Jahres 1921 der Staat Sachsen als erstes Land, Notgeld in Umlauf zu bringen. Dem entwerfenden Künstler Emil Paul Börner gelang es stets, die Münzen neben der obligatorischen Wert-, Jahres- und Herkunftsangabe, mit typischen Motiven von Produktionszweigen und ihren Produkten, historischen Bauwerken und regionalen Dingen, symbolhaft zu versehen. Das Schwerterzeichen auf jeder Münze verwies auf deren Herkunft aus der Meißener Porzellan-Manufaktur. Börner erwies sich als Meister der Reliefkunst, der auf kleinstem Raum eine künstlerische Aussage dekorativ umzusetzen vermochte. Wichtigstes Merkmal der Münzen aus der Stahlform sind ihre scharfen Ränder und Konturen. Die seit der Mitte des 19. Jahrhunderts gebräuchliche Reduziermaschine, die den Entwurf mechanisch in das gewünschte Format verkleinerte, lehnte Börner ab. Er schnitt seine Entwürfe in der anspruchsvollen Technik des Negativschnittes direkt in die Gipsform. Man entschied sich dann für das Böttgersteinzeug als Material für die Notmünzen und dieses nicht nur wegen der geringeren Schmutzanfälligkeit gegenüber dem weißen Biskuitporzellan. Eine große Rolle spielte bei der Entscheidung, die Unempfindlichkeit der Masse gegenüber Wasser, hervorragende hygienischen Eigenschaften, sowie eine hohe Bruchfestigkeit. Die Münzen haben eine leichte schüsselartige Vertiefung auf beiden Seiten, der Hauptteil der Masse befindet sich somit am Rand und stabilisiert ihn. Diese Besonderheit ermöglichte damit ein relativ hohes Relief. Gleichwertige Münzen konnten glatt aufeinander gelegt und in Rollen verpackt werden. Außerdem treten beim Böttgersteinzeug die Feinheiten der Binnenzeichnung deutlicher hervor. Auch das unterschiedliche Verhalten der Materialien beim Brand der Münzen spielte damals sicherlich eine große Rolle. Die Schwindung beim Brand hätte man beim weißen Biskuitporzellan mit 16 % berücksichtigen müssen, dagegen waren es beim Böttgersteinzeug nur 8 %. Die Manufaktur Meißen war direkt im Auftrage des Sächsischen Staates, vertreten durch den Finanzminister, mit der Aufnahme der Geldherstellung beauftragt. Sie galt oder gilt allerdings bis heute nicht als Prägestätte in Sachsen oder wird als solche bezeichnet. Der Graveur Friedrich Wilhelm Hörnlein aus der Münze in Muldenhütten war für einige Zeit in die Manufaktur delegiert, um dort die notwendigen Stahlstempel vor Ort zu schneiden. Das sächsische Finanzministerium forderte mit der Vergabe des Staatsauftrags von der Manufaktur besondere Sicherheitsvorkehrungen für die neu gegründete Münzabteilung. Als 1921 neben dem Auftrag für Sachsen noch weitere Aufträge nun von Städten, Gemeinden und Firmen vorlagen, ergab sich die Notwendigkeit, mehrschichtig zu arbeiten.

### Gültigkeit und Umlauf im Freistaat Sachsen
Zur Behebung des Mangels an Kleingeld wurde die Finanzhauptkasse ermächtigt, Geldersatzzeichen aus Meißner braunem Böttger-Steinzeug (Porzellan-Notgeld) bis zum Gesamtwert von 5 Millionen Mark auszugeben und durch staatliche Kassen ausgeben zu lassen, und zwar in Stücken zum Nennwerte von 20 Pfennig, 50 Pfennig, 1 Mark und 2 Mark. Mit der Verordnung des Finanzministeriums im Freistaat Sachsen vom 31. Dezember 1920 waren nur die Stücke mit der Jahreszahl 1921 als Geldersatzzeichen zugelassen. Alle Stücke mit der Jahreszahl 1920 sowie die Stücke von 5, 10 und 20 Mark mit der Jahreszahl 1920 und 1921 galten nicht als Geldersatzzeichen. Sie hatten lediglich Sammlerwert. Die Annahme als Ersatzwährung war mit der Verordnung bis zum 31. Dezember 1921 beschränkt. 
Durch die Veröffentlichung der Verordnung in Sachsen kam es mit der Reichsregierung endgültig zum Eklat. Bereits ab August 1920 hatte die Reichsregierung mehrfach gegen die beginnende Herstellung von Porzellannotgeld in Meißen interveniert. Man betrachtete dort das Prägen von Porzellanmünzen als Eingriff in die Hoheitsrechte vom Reich. Das Sächsische Justizministerium legte dazu am 19. Dezember 1920 noch ein entsprechendes Gutachten der Regierung in Dresden vor. Darin heißt es unter anderem:
... Das Reich war bisher nicht in der Lage, ausreichend Kleingeld bereitzustellen. Diesem als öffentlichen Notstand zu betrachtenden Zustand versuche die sächsische Regierung durch Ausgabe von Porzellangeld selbst Abhilfe zu schaffen. ...
... Wenn die Bayrische Staatsbank Gutscheine hatte verausgaben können, dann wollte Sachsen eine solche ähnliche Möglichkeit ebenfalls nutzen können. ...
... Eine Gefahr der Fälschung sei ausgeschlossen. Die Nachbildung wäre zu schwierig und zu kostenaufwändig. Die Herstellung einer dem Meißner Porzellan gleichartigen Masse durch Dritte wäre überhaupt unmöglich.
Sachsen war fest entschlossen, die Beseitigung des Mangels an Kleinmünzen selbst in die Hand zu nehmen und gab die Münzen aus. Die Reichsregierung drohte gemäß Artikel 15 der Reichsverfassung einzuschreiten und verlangte einen sofortigen Stopp der Herausgabe. Da allerdings in Sachsen der Kleingeldmangel bekannt und täglich zu spüren war, duldete der Reichsfinanzminister schließlich stillschweigend die in Sachsen ergangene Verordnung. Die einzige Gegenwehr der Reichsregierung war, dass man alle Reichskassen in Sachsen anwies, die Annahme von Porzellannotgeld strikt abzulehnen. Auch das Reichsbankdirektorium folgte und wies seine Reichsbankaußenstellen in Sachsen ebenfalls an, das Porzellannotgeld an den Kassen abzulehnen. Die ablehnende Haltung der Reichsregierung bekamen gerade die Lohnempfänger in Sachsen zu spüren. Inzwischen hatte man damit begonnen das Porzellangeld auch für Lohnzahlung zu verwenden. Auf den Ämtern der Reichspost bekam man mit Münzen aus Porzellan zum Beispiel keine Briefmarken zu kaufen. Das Porzellangeld wurde von den Filialen der Reichsbank nicht angenommen. Bei der Reichsbahn konnte man damit keine Fahrkarte kaufen.
Einlösbar waren die Stücke bis 14. Januar 1922. Die Stücke waren kurz nach deren Ausgabe im Umlauf anzutreffen, sie kamen allerdings schnell in Sammlerhände und wurden dann nicht wieder in Umlauf gebracht.

### Straßenbahngeld für Meißen
Für die seit 1899 in Meißen verkehrende Personenstraßenbahn wurden nach dem Ersten Weltkrieg kurzfristig zwei Münzen aus Porzellan ausgegeben. Anfang 1921 fertigte die Porzellanmanufaktur die 30- und 50-Pfennig-Stücke an. In der Stadtverwaltung hieß es, dass es kein Notgeld, sondern Straßenbahngeld sei. Eingeführt wurden die Stücke offiziell mit einer Ankündigung im „Meißner Tageblatt“ vom 5. Mai 1921. Zur Benutzung der Meißner Straßenbahn akzeptierte man aber nur die beiden Stücke aus weißem Biskuitporzellan. Die motivgleichen Stücke aus Böttgersteinzeug waren dagegen Erwerbslosengeld. Die Münzentwürfe stammen von Emil Paul Börner. Beide Münzen kamen schnell in Sammlerhände und verschwanden so aus dem Umlauf.

### Farbvarianten
Die Stücke aus braunem Böttgersteinzeug haben nicht immer die gleiche braune Farbe. Sie variieren oft von Hellbraun bis Schwarzbraun. Das ist eine Folge des ungleichmäßigen Brandes sowie der Temperatur im Ofen. Die richtige Zufuhr von Sauerstoff spielt beim Brand ebenfalls eine große Rolle. Stücke, die am Rand des Ofens gelegen haben, kommen meist dunkler daher. Große, auffällige, stark abweichende Färbungen oder auch beschädigte Münzen wurden damals aussortiert und eingestampft. Einige unentdeckte Stücke kamen dennoch in den Umlauf. Es gibt auch Stücke, welche Spuren einer schwarzen Lackierung oder einer dunklen Glasur aufweisen. Allerdings gab es zu keinem Zeitpunkt Überlegungen oder gar Versuche, die Notgeldausgaben mit einer Glasur zu verschönern oder haltbarer zu machen. Sehr wichtig ist auch die Lage der Münzen während des Garbrandes. Die nach dem Pressen (Prägen) noch relativ weiche Masse wird solange getrocknet, bis man das Produkt ohne Beschädigungen, meist auf dem Avers, legen und brennen kann. Durch die zum Teil sehr hohen Auflagenzahlen erfuhren die Münzen eine Verbreitung wie kein anderes Produkt der Porzellan-Manufaktur.

### Dekore
Das auf diverse Stücke aufgebrachte Goldekor sollte an die frühere Reichsgoldwährung erinnern. Es gibt einige offiziell gefertigte Dekorvarianten in unterschiedlichen Farben. Die Farben wurden nach der Bemalung noch zusätzlich eingebrannt. Allerdings sind Dekorierungen in den heute vorkommenden zahlreichen Farbvarianten nicht immer belegt. Ein zunehmendes Interesse am Sammelgebiet bringt aktuell immer neue Dekore hervor. Eine nachträgliche Dekorierung kann dabei nicht ausgeschlossen werden, zumal es schon nachträglich dekorierte Stücke aus der Zeit um 1929 gibt. Doch auch später hat man von privater Hand noch Stücke mit Farben dekoriert. Die nachträglich aufgebrachten Dekorfarben sind dabei nur selten eingebrannt.

### Fälschungen
Sofort nach dem Erscheinen avancierten die aus der Not geborenen Behelfsmünzen zu begehrten Sammlerobjekten. Im Jahre 1921 wurde in Meißen eine Falschmünzerwerkstatt von der Polizei ausgehoben. Die damaligen Fälscher waren zum Teil Angestellte der Manufaktur, hatten braune und weiße Porzellanmasse entwendet, heimlich von originalen Formen oder Münzen Abformungen angefertigt, Formen gebaut, Münzen geformt und diese dann in einem extra beschafften Brennofen gebrannt. Gefälscht wurden nicht nur die Notgeldmünzen aus Sachsen, sondern auch Stücke des braunen und weißen Reichsporzellangeldes, das nie im Umlauf, aber beim Sammler sehr begehrt war.

### Münzsätze in Schachteln
Es gibt nummerierte Schatullen mit einem gesamten Satz Münzen von 1921, doch stammen diese Schachteln aus privater Herstellung. Nur die Münzen darin kommen aus der Manufaktur Meißen. Die Nummer unter der Schachtel, meist ist diese vierstellig, hat ebenfalls keinen offiziellen Bezug zur Manufaktur.

## Porzellangeld aus weiteren keramischen Fabriken in Deutschland
- Die Meißner Ofen- und Porzellanfabrik vorm. C. Teichert in Meißen. (Rabattmarken der Firma, A. Eckard, Dresden 1921)
- Die Meißner Ofen- und Porzellanfabrik vorm. C. Teichert, Filiale Bitterfeld. (Notgeld für die Stadt Bitterfeld, 1921)
- Bunzlauer Keramische Werkstätten Reinhold & Co. (Notgeld für die Städte Bonn, Breslau und Bunzlau, 1921)
- Deutsche Ton & Steinzeugwerke AG Charlottenburg. (Notgeld für die Deutsche Ton & Steinzeugwerke AG Charlottenburg, Notgeld für die Stadt Cüstrin, 1921)
- Ziegelei III in Elmschenhagen. (Notgeld für die Stadt Elmschenhagen, 1921)
- Freiberger Porzellanfabrik in Freiberg. (Notgeld für die Städte Freiberg und Görzke, 1921)
- Porzellanfabrik Pfeffer in Gotha (Thüringen). (Notgeld für die Stadt Gotha, 1920)
- Töpferzentrale in Höhr (Westerwald). (Notgeld für die Gemeinde Höhr, 1921)
- Wächtersbacher Steingutfabrik in Schlierbach. (Notgeld für die Stadt Schlierbach und für den eigenen Bedarf als internes Firmengeld, 1921)
- Porzellanfabrik Philipp Rosenthal & Co. AG in Selb. (Kleingeldersatzmarken als internes Firmengeld, 1921)
- Porzellanfabrik Stadtlengsfeld. (Notgeld für Stadtlengsfeld, 1921)
- Porzellanfabrik Ludwigsburg. (Notgeld für die Städte Stuttgart und Ludwigsburg, 1921)
- Krister Porzellan-Manufaktur Waldenburg (Schlesien). (Notgeld für die Stadtgemeinde Waldenburg, 1921)[10]

### Majolikamünzen
- Majolika-Werke in Gaildorf (Württemberg). Stellten von 1922 bis 1923 Notgeld aus Majolika für die Städte Gaildorf, Marbach, Ravensburg, Schwäbisch Hall, Ulm, Waiblingen und Wildbad her.[11]

## Porzellangeld von ausländischen keramischen Fabriken
- Alkoven (Österreich). Ausgegeben durch die Gemeindevorstehung Alkoven 1921.
- Porzellanfabrik Baudour (Belgien).
- Porzellanfabrik in Pinxton (England).
- Porzellan-Manufaktur Worcester (England).
- Siamese Porcelain Coins wurden um 1770 in Siam von unterschiedlichen Fabriken für diverse Spielhäuser hergestellt.
- Porzellanfabrik Shofu-kogyo AG in Kyoto (Japan).
- Porzellanfabrik Setoyushutsutoki AG, Seto-Aichi-Präfektur (Japan).
- Porzellanfabrik Kyowa-shinkotoki GmbH, Arita-Saga-Präfektur (Japan).

Die Münzen aus Japan waren durch die Kriegsereignisse 1945 und den dadurch entstandenen außerordentlichen Metallmangel notwendig geworden.